# Cascade Locks
Cet article possède un paronyme, voir Cascade.
Cascade Locks est une ville du comté de Hood River, dans l'Oregon (États-Unis).
Cette ville tient son nom des écluses qui s'y trouvent, et qui permettent l'amélioration de la navigation passé les Cascades Rapids du fleuve Columbia.
Le gouvernement américain approuva le plan pour les écluses en 1875, leur construction débuta en 1878, et s'acheva le 5 novembre 1896. Les écluses furent ensuite submergées en 1938, et remplacées par les barrage et écluse de Bonneville.
Cascade Locks est situé juste en amont du Bridge of the Gods, un pont qui permet de franchir le fleuve Columbia. C'est aussi le seul pont à franchir le fleuve Columbia entre Portland et Hood River. Cascasde Locks se trouve à proximité, en amont, du cayon Eagle Creek.
Cascade Locks est aussi traversée fréquemment par des randonneurs, qui souhaitent traverser le fleuve Columbia, car cette première se situe sur le tracé du Pacific Crest Trail, sentier qui s'étend de la frontière entre les États-Unis et le Mexique en Californie à la frontière entre le Canada et les États-Unis dans l'État de Washington.
D'après le bureau du recensement des États-Unis, la ville a une aire totale de 7,7 km², dont 5,6 km² sont des terres et 2,1 km² des régions aquatiques.

## Démographie
Lors du recensement américain de 2000, la ville comptait 1115 habitants. Les estimations de 2007 affichent 1075 résidents.